# Ana Maria De Sá Fernandes
Ana Maria De Sá Fernandes (* 14. März 1987 in Vila Chã, Esposende) ist eine portugiesische Fußballspielerin.

## Karriere

### Im Verein
De Sa Fernandes startete ihre Karriere in Esposende mit União Desportiva Vila Chã – Esposende. Sie durchlief für UD Vila Chã sämtliche Jugendteams, bevor sie 2005 mit ihren Eltern nach Hœnheim in den Elsass zog. Im Elsass setzte De Sá Fernandes ihre Karriere im benachbarten Bischheim, bei Mars Bischheim fort und rückte im Sommer 2008 in die Challenge de France spielende Reserve-Mannschaft auf. Nach der Saison 2008/2009 rückte De Sa Fernandes aus der zweiten Mannschaft von Bischheim in die erste Mannschaft auf und gab am 4. Oktober 2009 gegen den Racing Club Flacéen Mâcon ihr Debüt in der zweithöchsten französischen Liga der Frauen, der Championnat de France de D2 für Mars Bischheim. Es folgten bis zum Ende der Saison 2009/2010 fünf weitere Einsätze. Sie stieg am Ende der Saison mit dem Verein in die Drittklassigkeit ab. Dennoch wurde sie am 1. April 2010 neben ihren Vereinskolleginnen Noémie Hoehe und Pauline Jeack in das Ligue d’Alsace de Football Association (LAFA) All-Star-Team berufen. Nach zwei Jahren für die Seniorenmannschaft von Mars Bischheim wechselte De Sá Fernandes am 3. August 2011 zum deutschen Zweitligisten SC Sand. Nachdem sie verletzungsbedingt nicht zum Einsatz für Sand in der Zweitliga Mannschaft gekommen war, rückte sie mit Beginn der Rückrunde 2011/2012 in die Reserve-Mannschaft auf.

### International
De Sa Fernandes steht seit 2010 im erweiterten Kader für die Portugiesische Fußballnationalmannschaft der Frauen.